# 糖茶藨子
糖茶藨子（学名：Ribes himalense）为虎耳草科茶藨子属下的一个种。

## 扩展阅读
維基物種上的相關：糖茶藨子